# Albany International Airport

i7
i11
i13
Der Albany International Airport (IATA-Code: ALB, ICAO-Code: KALB) ist ein internationaler Flughafen bei Albany, der Hauptstadt des US-Bundesstaats New York.

## Geschichte
Nachdem das bisherige Quentin Roosevelt Field an seine Kapazitätsgrenzen gestoßen war, kündigte Bürgermeister John Boyd Thacher II an, einen neuen, modernen Flughafen zu errichten. Der zukünftige Standort war zuvor als Farmland von einer Shaker-Gemeinde genutzt worden, die dort bestatteten sterblichen Überreste von Ann Lee wurden im Zuge der Bauarbeiten von dort auf einen Friedhof der Gemeinde umgebettet. Da auch Charles Lindbergh das Gelände begutachtete und befürwortete, wurde zeitweilig erwogen, dem neuen Flughafen den Namen Lindbergh Field zu geben.
Die Bauarbeiten für den Flughafen begannen 1928 und am 1. Juni desselben Jahres wurde der Flughafen mit einem Luftpostflug Richtung Buffalo eröffnet. Zunächst wurden drei Start- und Landebahnen mit einer Länge zwischen 2.200 ft (671 m) und 2.500 ft (762 m) errichtet, zwei davon mit einem Belag aus Makadam, eine wurde als Aschenbahn ausgeführt. Dazu wurden zwei Hangars und ein Verwaltungsgebäude errichtet. Der erste Passagierflug erreichte Albany am 1. Oktober als Teil der Route Montréal–Newark. Im Jahr 1929 flogen 180 Passagiere mit Canadian Colonial Airways von Albany nach New York und 125 Passagiere in der Gegenrichtung, jeweils zu einem Flugpreis von 25 Dollar (entspricht 458 Dollar in heutiger Kaufkraft).
Im Jahr 1932 existierten insgesamt 16 tägliche Linienflüge für Luftpost und Passagiere. Neben Canadian Colonial hatten Eastern Air Lines und American Airways Albany in ihr Streckennetz aufgenommen.
Die Civil Aeronautics Administration entschied 1939, dass der Flughafen „unbrauchbar“ sei und ordnete die Schließung an. Die Stadt legte daraufhin ein Projekt im Rahmen des WPA-Programms auf, um den Flughafen zu modernisieren, unter anderem wurde eine neue Start- und Landebahn mit 3.500 ft (1.067 m) Länge errichtet. Im Dezember 1940 erteilte die CAA die Genehmigung für Flüge bei Tageslicht und im Januar 1942 auch die Freigabe für Nachtflüge.
Nach Ende des Zweiten Weltkriegs wurde der Flughafen erneut erweitert. Im Jahr 1956 drohte die CAA, den Flughafen erneut zu schließen, da der hölzerne Tower eine Brandgefahr sei und die Start- und Landebahnen nicht für Strahlflugzeuge geeignet sei. In Folge wurde 1957 ein neuer Tower errichtet und geplant, die Start- und Landebahnen zu verlängern. Die Stadt Albany, seit der Gründung Eigentümer des Flughafens, stellte 1960 fest, den Flughafen nicht mehr finanziell tragen zu können und verkaufte ihn für 4,4 Millionen Dollar (entspricht 47 Millionen Dollar in heutiger Kaufkraft) an das Albany County.
Nachdem American Airlines und Mohawk Airlines - nach dem Rückzug von Eastern Airlines und Trans World Airlines in den frühen 1960er Jahren - den Betrieb mit Jets nach Albany im Jahr 1966 aufgenommen hatten, wurde die Nord-Süd-Bahn auf 6.000 ft (1.829 m) verlängert. Im Jahr 1974 wurde auch die Bahn in Ost-West-Richtung auf dieselbe Größe verlängert.
1993 wurde die Albany County Airport Authority geschaffen, die seitdem für den Betrieb des Flughafens verantwortlich ist. Gleichzeitig begann die Planung für ein neues Empfangsgebäude, das 1996 eingeweiht wurde.

## Fluggesellschaften und Ziele
Am Albany International Airport bestehen Linienflugverbindungen zu Zielen innerhalb der Vereinigten Staaten. Größter Anbieter ist die Fluggesellschaft Southwest Airlines.

## Verkehrszahlen
| Jahr | Fluggastaufkommen | Luftfracht (Tonnen) (mit Luftpost) | Flugbewegungen (mit Militär) |
| ---- | ----------------- | ---------------------------------- | ---------------------------- |
| 2017 | 2.831.743         | 17.075                             | 64.160                       |
| 2016 | 2.818.643         | 17.275                             | 64.731                       |
| 2015 | 2.589.252         | 17.571                             | 60.001                       |
| 2014 | 2.457.080         | 17.695                             | 61.292                       |
| 2013 | 2.428.976         | 16.821                             | 72.765                       |
| 2012 | 2.483.826         | 16.546                             | 75.519                       |
| 2011 | 2.480.366         | 15.603                             | 80.401                       |
| 2010 | 2.531.323         | 14.718                             | 88.497                       |
| 2009 | 2.630.578         | 16.555                             | 94.513                       |
| 2008 | 2.750.777         | 21.654                             | 93.524                       |
| 2007 | 2.874.277         | 26.266                             | 110.775                      |
| 2006 | 2.899.460         | 25.812                             | 117.665                      |
| 2005 | 3.100.743         | 23.688                             | 116.942                      |
| 2004 | 3.110.879         | 22.581                             | 134.925                      |
| 2003 | 2.863.967         | 22.403                             | 138.869                      |
| 2002 | 2.948.389         | 20.205                             | 144.877                      |
| 2001 | 3.019.810         | 20.020                             | 148.331                      |
| 2000 | 2.876.817         | 21.747                             | 146.032                      |
| 1999 | 2.354.091         | 21.195                             | 148.946                      |
| 1998 | 2.286.434         | 18.528                             | 141.846                      |

### Verkehrsreichste Strecken
| Rang | Stadt                                 | Passagiere | Fluggesellschaft                               |
| ---- | ------------------------------------- | ---------- | ---------------------------------------------- |
| 01   | Baltimore, Maryland                   | 220.150    | Southwest                                      |
| 02   | Chicago–O’Hare, Illinois              | 151.980    | American Eagle, United Airlines/United Express |
| 03   | Orlando, Florida                      | 139.300    | Frontier, JetBlue, Southwest                   |
| 04   | Atlanta, Georgia                      | 122.620    | Delta                                          |
| 05   | Charlotte, North Carolina             | 111.570    | American/American Eagle                        |
| 06   | Chicago–Midway, Illinois              | 089.260    | Southwest                                      |
| 07   | Philadelphia, Pennsylvania            | 078.770    | American Eagle                                 |
| 08   | Fort Lauderdale, Florida              | 078.610    | JetBlue, Southwest                             |
| 09   | Detroit, Michigan                     | 070.790    | Delta, Delta Connection                        |
| 10   | Washington–National, Washington, D.C. | 069.150    | American Eagle                                 |

## Zwischenfälle
- Am 16. September 1953 wurde eine Convair CV-240-0 der American Airlines (Luftfahrzeugkennzeichen N94255) im Anflug auf den Flughafen Albany fünf Kilometer südwestlich des Flughafens bei Nebel in den Boden geflogen. Bei diesem CFIT (Controlled flight into terrain) wurden alle 28 Insassen, 3 Besatzungsmitglieder und 25 Passagiere, getötet.[6]

- Am 3. März 1972 meldete die Besatzung einer Fairchild-Hiller FH-227 der Mohawk Airlines (N7818M) während des Anflugs auf den Albany Airport ein Problem mit der Blattstellung (Pitch) des linken Verstellpropellers. Ebenso gelang es ihnen nicht, den Propeller in die Segelstellung zu bringen. Die Maschine kollidierte rund sechs Kilometer vor der Landebahnschwelle mit einem Gebäude. Von den 48 Insassen verloren 16 das Leben, zudem wurde eine Person am Boden getötet (siehe auch Mohawk-Airlines-Flug 405).[7]